# أبو عبد الله العدني
أبو عبد الله العدني: هو الإمام المحدث الحافظ شيخ الحرم أبو عبد الله محمد بن يحيى بن أبي عمر العدني، أحد أئمة الحديث والأصول عند أهل السنة والجماعة.

## روايته للحديث النبوي
سمع من الفضيل بن عياض، وسفيان بن عيينة، ووكيع بن الجراح، وعبد العزيز الدراوردي، وغيرهم. وروى له الإمام مسلم في صحيحه، والترمذي، ومحمد بن ماجه، والنسائي في سننهم.

## مؤلفاته
صنف كتاب «الإيمان»، وجمع كتاب «المسند» في الحديث النبوي.

## وفاته
توفي في مكة في ذي الحجة سنة 243 هـ وقد جاوز التسعين من عمره.